# Vågsjön, Västmanland
Vågsjön är en sjö i Köpings kommun, Skinnskattebergs kommun och Surahammars kommun i Västmanland och ingår i Norrströms huvudavrinningsområde. Sjön är 17 meter djup, har en yta på 3,23 kvadratkilometer och befinner sig 85 meter över havet. Sjön avvattnas av vattendraget Köpingsån (Venabäcken). Vid provfiske har bland annat abborre, gers, gädda och lake fångats i sjön.

## Delavrinningsområde
Vågsjön ingår i det delavrinningsområde (662027-150958) som SMHI kallar för Utloppet av Vågsjön. Medelhöjden är 99 meter över havet och ytan är 21,42 kvadratkilometer. Det finns inga avrinningsområden uppströms utan avrinningsområdet är högsta punkten. Köpingsån (Venabäcken) som avvattnar avrinningsområdet har biflödesordning 3, vilket innebär att vattnet flödar genom totalt 3 vattendrag innan det når havet efter 171 kilometer. Avrinningsområdet består mestadels av skog (81 procent). Avrinningsområdet har 3,29 kvadratkilometer vattenytor vilket ger det en sjöprocent på 15,3 procent.

## Fisk
Vid provfiske har följande fisk fångats i sjön:
- Abborre
- Gärs
- Gädda
- Lake
- Löja
- Mört
- Siklöja
- Öring